# House of God
House of God ist ein Buch von Samuel Shem (ein Pseudonym des Professors für Psychiatrie Stephen Bergman), welches im Original 1978 veröffentlicht wurde. Durch seine sehr zynische Darstellung der Ausbildung junger Ärzte in Krankenhäusern bewirkte das Buch eine beachtliche Veränderung der öffentlichen Meinung und war somit einer der Gründe für die Reformierung der medizinischen Ausbildung in den USA in den achtziger Jahren.

## Inhalt
Dr. Roy Basch ist ein neuer Intern (Assistenzarzt im 1. Jahr) in einem Krankenhaus namens House of God, nachdem er sein Medizinstudium an der BMS (Best Medical School) abgeschlossen hat. Er ist nur schlecht auf die zermürbenden Dienste sowie die plötzliche Verantwortung vorbereitet und erfährt auch von den erfahreneren Ärzten kaum Hilfe. Er überlebt das Jahr (im Gegensatz zu einem seiner Kommilitonen, welcher Selbstmord begeht) dank verschiedener Faktoren: seine Freundin Berry, verschiedene Affären mit Krankenschwestern (welche sehr detailreich geschildert sind) und einem rätselhaften Assistenzarzt, welcher nur Der Dicke genannt wird. Dieser unterstützt seine Schützlinge mit Wissen wie zum Beispiel den „Regeln des House of God“, welche im Buch eine zentrale Bedeutung einnehmen. Das Buch endet damit, dass der Assistenzarzt der Psychiatrie, Dr. Cohen, fast den ganzen Jahrgang der Interns dazu verleitet, eine Karriere in der Psychiatrie einzuschlagen. Hiervon erzählt dann die Fortsetzung Mount Misery.

## Kontext und Auswirkungen
Das Buch ist sehr autobiographisch. Die BMS steht für die Harvard Medical School (HMS) und das House of God steht für das Beth Israel Hospital, ein der HMS angegliedertes Krankenhaus in Boston. Das häufig erwähnte „MBH“ (Mans best hospital) ist in Realität das Massachusetts General Hospital. Natürlich ist die Geschichte an einigen Stellen stark überspitzt, trotzdem kann ein großer Teil der Ärzte darin eigene Erfahrungen wiedererkennen.
Viele der in dem Buch entwickelten Begriffe haben ihren Weg in die Sprache der Krankenhäuser gefunden:
- Gomer: Get Out of My Emergency Room – „Ein menschliches Wesen, das, oft durch Alter, verloren hat, was einen Menschen ausmacht“ (Der Dicke)
- LAD in GAZ: Liebe Alte Dame in Gutem Allgemeinzustand, kein Gomer
- Zebra: Eine sehr unwahrscheinliche Diagnose, bei der es eine andere Diagnose gäbe, die die Symptome besser erklären würde („Wenn du Hufgetrampel hörst, sind es wahrscheinlich Pferde, keine Zebras“).

## Regeln des House of God
1. Gomer sterben nicht.
2. Gomer gehen zu Boden.
3. Bei Herzstillstand zuerst den eigenen Puls fühlen.
4. Der Patient ist derjenige, der krank ist.
5. Zuerst an Verlegung denken.
6. Es gibt keine Körperhöhle, die nicht mit einer 14er Kanüle und einem sicheren, starken Arm erreicht werden kann.
7. Alter + Serum-Harnstoff = Lasixdosis.
8. Sie können dich immer noch mehr quälen.
9. Die einzige gute Aufnahme ist eine tote Aufnahme.
10. Wenn Du keine Temperatur misst, stellst Du auch kein Fieber fest.
11. Zeige mir einen PJler (in der deutschen Buchausgabe heißt es eigentlich: Student der BMS), der meine Arbeit nur verdreifacht, und ich werde ihm die Füße küssen.
12. Wenn ein Radiologe, der sich noch in der Facharztausbildung befindet (in der deutschen Buchausgabe heißt es eigentlich: "Radiologie-Resident"), und ein PJler auf einer Thoraxaufnahme etwas Auffälliges sehen, kann dort nichts Auffälliges sein.
13. Die beste ärztliche Betreuung besteht darin, so wenig wie möglich zu tun, davon aber reichlich.

## Rezeption
1984 gab es eine Verfilmung des Buches.
Auch weist die Serie Scrubs – Die Anfänger deutliche Parallelen zu dem Buch auf. Zum einen ist die Handlung sehr ähnlich, da auch Scrubs von Ärzten in ihren ersten Jahren in einem Krankenhaus handelt. Zum anderen werden viele Begriffe und Ideen aufgegriffen (z. B. der zynische Mentor oder die Bezeichnung von Patienten als Gomer). Ebenso die Serie Grey’s Anatomy, so wird z. B. auch in beiden Serien das Zitat „Wenn du Hufschläge hörst, müssen es nicht gleich Zebras sein“ verwendet. Dieses Zitat wird aber auch in der Serie Dr. House verwendet. Hierbei handelt es sich um das in der Medizin gerne verwendete Prinzip von Ockhams Rasiermesser, auch als Ockhams Skalpell bekannt.

## Bibliografie
- Samuel Shem: The House of God. Droemer Knaur, 1998, ISBN 3-426-60906-1.
- Samuel Shem: Mount Misery Droemer Knaur, 2000, ISBN 3-426-61460-X (Fortsetzung von House of God)
- Samuel Shem: Man‘s 4th Best Hospital, 2019, ISBN 978-1-984805-36-2